# 藤崎安可里
小林 由衣（こばやしゆい、本名：同じ（旧姓：菊地）、1982年7月12日 - ）は、日本のタレント、女優、キャンドルアーティスト。旧芸名は藤崎 安可里。愛知県名古屋市出身。身長150cm、血液型はB型。活動時の所属事務所はタニプロモーション。

## 来歴・人物
名古屋女子大学中学校、都立代々木高等学校出身。
ワニブックス発行の「UP to boy」ミスアップ候補生として本名の菊地由衣の名前で活動する。
その後「タニプロモーション新人オーディション」（1996年）準グランプリを受賞し、藤崎安可里に改名した。
1999年に「週刊ヤングジャンプ」第10回全国女子高生制服コレクション準グランプリ受賞。
2001年に事務所を辞めて芸能界も引退した。
現在、結婚して1児の母。キャンドル教室の講師をしている。
一方で、芸能活動を再開。現在はエニープロダクション所属。

## 出演作品

### CM
- ユニデン 「ハローキティダイヤレスホン」（1998年）
- 山中産業株式会社 「MiSEL MEMORiA」（2010年）本人ブログより

### テレビドラマ
- 鶴亀ワルツ（1999年、NHK） - 浅田楓 役
- 千晶、もう一度笑って（2000年、TBS） - 麻生由香里 役
- FACE〜見知らぬ恋人〜（2001年、日本テレビ）

### 映画
- ガメラ3 邪神〈イリス〉覚醒（1999年、監督：金子修介） - 早苗 役

### その他のテレビ番組
- グラビアの美少女（1998年、MONDO21）#81
- くらしのサプリ!集合!鈴木三姉妹（2012年、BS朝日）♯14　友菜が幹事でキャンドルアート
- Beauty Recipe〜キレイになる賢い時間の過ごし方〜（2013年12月19日　フジテレビ）

### ビデオ
- In-Line Fan（1997年、フリップアップ）